# ГЕС Ritsem
ГЕС Ritsem — гідроелектростанція на півночі Швеції, що використовує ресурс однієї з приток річки Лулеельвен (впадає в Ботнічну затоку Балтійського моря біля міста Лулео).
Машинний зал станції знаходиться неподалік північного (лівого) берега, створеного на верхній течії Лулеельвен водосховища Суорва. Первісно планувалось подавати сюди ресурс із розташованого за дев'ять кілометрів на північ озера Autajaure, яке входить до ланцюжка озерних розширень та проток, що дренується ліворуч до Лангас (ще одна водойма на Лулеельвен нижче від Суорва). Але внаслідок протестів місцевих мешканців проект змінили та організували накопичення та наступний відбір ресурсу з озера Сітас'яуре, розташованого на тому ж водотоці, що й Autajaure, але вище по течії. При цьому за допомогою греблі створили можливість коливання рівня поверхні в Сітас'яуре у діапазоні 10 метрів.
Від сховища проклали на південь дериваційний тунель довжиною 16,3 км з перетином 11х11 метрів, для спорудження якого знадобилась виїмка 2,5 млн м3 породи. Ресурс подається до розташованого на глибині 160 метрів підземного машинного залу, обладнаного однією турбіною типу Френсіс потужністю 304 МВт. При напорі у 173 метри вона забезпечує виробництво 1,4 млрд кВт-год електроенергії на рік.
Відпрацьована вода по відвідному тунелю спрямовується до розташованого за кілометр від машинного залу водосховища Суорва, звідки потрапляє на ГЕС Vietas.
Видача продукції відбувається до енергомережі, розрахованої на роботу під напругою 400 кВ.
Диспетчерський центр для управління всім каскадом компанії Vattenfall на Лулеельвен знаходиться у Vuollerim.